# Пятнистый лаврак
Пятнистый лавра́к (лат. Dicentrarchus punctatus) — вид лучепёрых рыб из семейства мороновых. Распространён в восточной части Атлантического океана. Промысловая рыба.

## Описание
Тело вытянутое, несколько сжато с боков, покрыто ктеноидной чешуёй. Высота тела укладывается 3,6—4,8 раза в стандартную длину тела. Голова конической формы, её длина укладывается 3—4 раза в стандартной длине тела. Диаметр глаза составляет около половины длины рыла. Задний край верхней челюсти доходит до вертикали, проходящей через передний край глаза. Рот конечный, с многочисленными ворсинковидными зубами на обеих челюстях, сошнике и языке. Группа зубов на сошнике имеет форму якоря, то есть увеличенные крайние зубы направлены к середине группы. На заднем крае жаберной крышке два плоских шипа, а горизонтальных гребней нет. Край предкрышки зазубрен. На нижнем крае предкрышки есть 2—3 крупных широко расставленных шипа. На первой жаберной дуге 6 жаберных тычинок на верхней части и 15—16 на нижней. Спинных плавника два, в первом спинном плавнике 8—9 колючих лучей, а во втором один колючий и 12—14 мягких лучей. В анальном плавнике 3 колючих и 10—12 мягких лучей. Хвостовой плавник с небольшой выемкой. Боковая линия с 57—65 чешуйками достигает окончания хвостового плавника. В жаберной перепонке 7 лучей. Позвонков 25.
Тело серебристо-серого цвета, на спине с голубоватым или зеленоватым оттенком. У взрослых особей по спине и бокам разбросаны многочисленные тёмные пятнышки. Между шипами на краю жаберной крышке есть заметное чёрное пятно.
Максимальная длина тела 70 см, обычно до 40 см.

## Биология
Пятнистые лавраки питаются ракообразными (преимущественно креветками), кальмарами, каракатицами и рыбами. В Средиземном море нерестятся в январе — марте, а у Британских островов — в марте — июне.

## Ареал и места обитания
Распространены в восточной части Атлантического океана от Ла-Манша до Сенегала, включая Канарские острова и Средиземное море. Обитают в прибрежных морских и солоноватых водах на глубине от 30 м над песчаными и скалистыми грунтами. Изредка заходят в пресную воду.

## Хозяйственное значение
Ценная промысловая рыба. Специализированный промысел ведут Египет, Франция, Мавритания, Португалия, Румыния, Сенегал, Испания. Ловят донными тралами, закидными неводами, ставными сетями и ярусами. Реализуется в свежем и мороженом виде. Популярный объект спортивной рыбалки.